# クヴィータヴァトン
クヴィータヴァトン (氷語: Hvítavatn、「白い湖」の意) はアイスランドにある湖。

## 概要
クヴィータヴァトンはアイスランド中央高地の南部、シーズヨークトルとスキェイザルアゥルヨークトル) (いずれもヴァトナヨークトルから分かれ出た氷河) の間にある。スケイザルアゥ川の北約 15 km のところにあり、大きな湖ではない。
アイスランド語で「クヴィトゥル hvítur」は「白」という意味であり、アイスランドにはこの名前のついた川や湖が複数ある。特に、氷河が溶けた水が水源となっている川では、アイスランド島沿岸部の、海に近い生物が豊富な場所とちがって色が明るいことから、そういった川や湖の名前に見られる。